# Västerort, Skövde
Västerort kallas ett stadsdelsområde i Skövde, beläget väster om innerstaden. Till Västerort hör stadsdelarna och bostadsområdena Våmb, Claesborg och Karlsro. Även området Simsjön kan räknas till Västerort.

## Källa
- Skövde kommun, kommunguiden.